# Gunnar Brusewitz
Gunnar Brusewitz (* 7. Oktober 1924 auf Ekerö; † 10. Juli 2004) war ein schwedischer Illustrator, Pressezeichner und Verfasser, der hauptsächlich durch seine Tierbilder bekannt wurde.

## Ausbildung
Gunnar Brusewitz studierte während der Jahre 1941–45 Skulptur, Malerei und Grafik an der Kungliga Akademien för de fria konsterna in Stockholm. Er war danach Mitarbeiter bei vielen schwedischen Tageszeitungen, wo er Reisereportagen illustrierte und als Pressezeichner tätig war. Als Schule für einen Allround-Zeichner war die Arbeit bei einer Zeitungsredaktion unschlagbar. Oft zeichnete er mit dem Füllfederhalter auf lose Blätter. Er entwickelte bald eine erstaunliche Routine, mit wenigen Tusch- oder Bleistiftstrichen das Wesentliche einzufangen, dabei zeigte er sich auch als geschickter Porträtzeichner.

## Werk und Leben
Gunnar Brusewitz war ein großer Naturliebhaber, was sich in seinen unzähligen Tierdarstellungen widerspiegelte. Er war der moderne Bruno Liljefors, jedoch in mit einem vollkommen unterschiedlichen Ausdrucksstil. Brusewitz Liebe zur Natur brachte ihn auch zum schwedischen Fernsehen Sveriges television, wo er ab 1968 das Naturprogramm Korsnäsgården moderierte und auch eigene Naturfilme produzierte. 1980 nahm er als Expeditionsleiter an der schwedischen Polarexpedition YMER-80 auf dem Eisbrecher Ymer teil, im Jahre darauf publizierte er die Eindrücke dieser Reise in dem Buch Artisk sommar.
1963–88 illustrierte Brusewitz auch die Diplome des Nobelpreises in Literatur. Seine Ausstellungen waren u. a. in London, Helsinki, Reykjavík, Melbourne, Mainau, Chicago und San Francisco. Seine Arbeiten sind repräsentiert im Nationalmuseum in Stockholm.

## Bibliografie (Auswahl)
- Jägarsång 1950
- Fåglar i kikarn 1956
- Höstdagbok 1963
- Vårdagbok 1964
- Vinterdagbok 1965
- Sommardagbok 1966
- Stockholm, staden på landet 1969
- Harens vägar 1977
- Lång vår 1977
- Arktisk sommar 1981
- Drömmen om antipoden 1984
- Våra landskapsdjur 1988
- G Brusewitz antecknare 1988
- Röster över vattnet 1993
- Älgtämjaren som slog på pukor 1993
- Vågens barn 1994
- Naturreservat i Uppsala län 1995
- Ekoparken 1995
- Den otåliga pennan 1996
- Dagbok från en sjö 1996
- Uppskrivet och nedtecknat 1998
- Ishavskust 1999
- Stockholm mitt i seklet 1999
- Ett förgånget Stockholm 2001
- Lustresa på Göta kanal 2002

## Auszeichnungen (Auswahl)
- Bernspriset, 1969
- Letterstedtska priset, 1973
- Natur och Kulturs kulturpris, 1977
- Årets Pandabok, 1989
- Goldene Blume von Rheydt, 1989
- Harry-Martinson-Preis, 1995